# Rejon siewierskodoniecki
Rejon siewierskodoniecki (ukr. Сіверськодонецький район, Siwerśkodonećkyj rajon) - administracyjny rejon w obwodzie ługańskim na Ukrainie. Powstał w lipcu 2020 roku w ramach reformy podziału administracyjnego Ukrainy przez włączenie w jego skład kilku sąsiadujących rejonów (m.in. części rejonu popasniańskiego).
Stolicą rejonu jest miasto Siewierskodonieck. W roku 2021 liczba mieszkańców tego rejonu wynosiła ok. 369 tysięcy osób. 